# HR 1614
HR 1614 (HD 32147) — двойная звезда, которая находится в созвездии Эридан на расстоянии около 28 световых лет от нас.

## Характеристики
Звезда является спектрально-двойной, то есть её компоненты определяются по регулярному изменению в спектре.

### HR 1614 А
Данный компонент представляет собой оранжево-красный карлик главной последовательности, его масса и диаметр равны 84,5 % и 81 % солнечных соответственно. Светимость звезды составляет 21 % солнечной. Исследования показали, что её хромосферная активность имеет периодичность в 6 лет (по другим данным — 11 лет). Возраст звезды оценивается в 2 миллиарда лет.

### HR 1614 В
Об этом компоненте системы пока что ничего не известно.

## Ближайшее окружение звезды
Система является членом движущейся группы звёзд HR 1614, состоящей, по меньшей мере, из 9 компонентов. Всех их объединяет одинаковые возраст и химический состав. Следующие звёздные системы находятся на расстоянии в пределах 10 св. лет от HR 1614:
| Звезда     | Спектральный класс | Расстояние, св. лет |
| ---------- | ------------------ | ------------------- |
| L 879-14   | DQ7 /VII           | 4,0                 |
| L 736-49   | K-M3 V             | 6,2                 |
| L 737-9    | M4-5 V             | 6,7                 |
| π³ Ориона  | F6 V/?             | 6,7                 |
| BD−21°1051 | M0 V/?             | 7,8                 |
| Росс 41    | M3,5-5 V           | 8,4                 |
| BD−11°916  | M1 V               | 8,6                 |
| G 99-47    | DA9 /VII           | 8,6                 |
| LP 656-38  | M3,5 V             | 8,7                 |
| BD+00°2989 | M0,5 Ve            | 9,5                 |
| G 99-44    | DZ9 /VII           | 9,5                 |
| G 160-28   | M4 V               | 9,6                 |
| γ Зайца    | F6-7 V/K2 V/?      | 10,0                |
| Рана       | K0 IVe             | 10,0                |